# Stefan Wessely
Stefan Wessely (* 5. Januar 1888 in Adony, Komitat Weißenburg, Österreich-Ungarn; † 27. Dezember 1935 in Wien) war ein ungarischer Filmarchitekt beim österreichischen Film.

## Leben und Wirken
Über Wesselys Werdegang und Herkunft ist kaum etwas bekannt. Nach seiner künstlerischen Ausbildung und dem Kriegsdienst 1914–18 begann er seine filmische Laufbahn zu Beginn der 20er Jahre bei der Wiener Produktionsfirma Sascha. An der Seite des filmerfahreneren Kollegen Julius von Borsody war er 1922 an der Ausführung der Bauentwürfe zu dem Monumentalfilm Sodom und Gomorrha beteiligt. Ihm zugeordnet wurde der junge Wiener Kollege Hans Rouc, der bis Ende der Stummfilmzeit sein Partner bei einer Reihe von weiteren Filmen werden sollte, darunter ein Meisterwerk des phantastischen Kinos, Robert Wienes Orlac’s Hände, und die im Jahr darauf (1925) entstandene Verfilmung der Strauss-Oper Der Rosenkavalier, ebenfalls eine Inszenierung Wienes. Zu dieser ambitionierten Arbeit kreierte Wessely auch die umfangreichen Kostüme.
Beim Tonfilm fand Stefan Wessely fast keine Beschäftigung mehr, seine letzte Arbeit soll eine Drehbuchmitarbeit an einem parodistischen Zeichentrickfilm gewesen sein, der im Jahr seines frühzeitigen Todes entstand.
Stefan Wessely war mit der Filmjournalistin Rosa Wachtel verheiratet.

## Filmografie
- 1922: Die Sünde
- 1922: Sodom und Gomorrha
- 1923: Opfer des Hasses
- 1923: Gullivers Reisen (unvollendet)
- 1923: Pflicht und Ehre
- 1924: Hotel Potemkin
- 1924: Orlac’s Hände
- 1925: Frauen aus der Wiener Vorstadt
- 1925: Der Rosenkavalier (auch Kostüme)
- 1926: Küssen ist keine Sünd’
- 1926: Der Meineidbauer
- 1926: Der Pfarrer von Kirchfeld
- 1927: Infanterist Wamperls dreijähriges Pech
- 1927: Das Recht zu leben
- 1927: Die Ehe einer Nacht. Die Laune einer mondänen Frau
- 1928: Das Geheimnis der Villa Saxenburg (Die weiße Sonate)
- 1929: Eros in Ketten
- 1930: Wiener Herzen (Erzherzog Otto und das Wäschermädel)
- 1934: Salto in die Seligkeit
- 1935: Carmen (Zeichentrickfilm, Drehbuchmitarbeit)[3]